# 石印

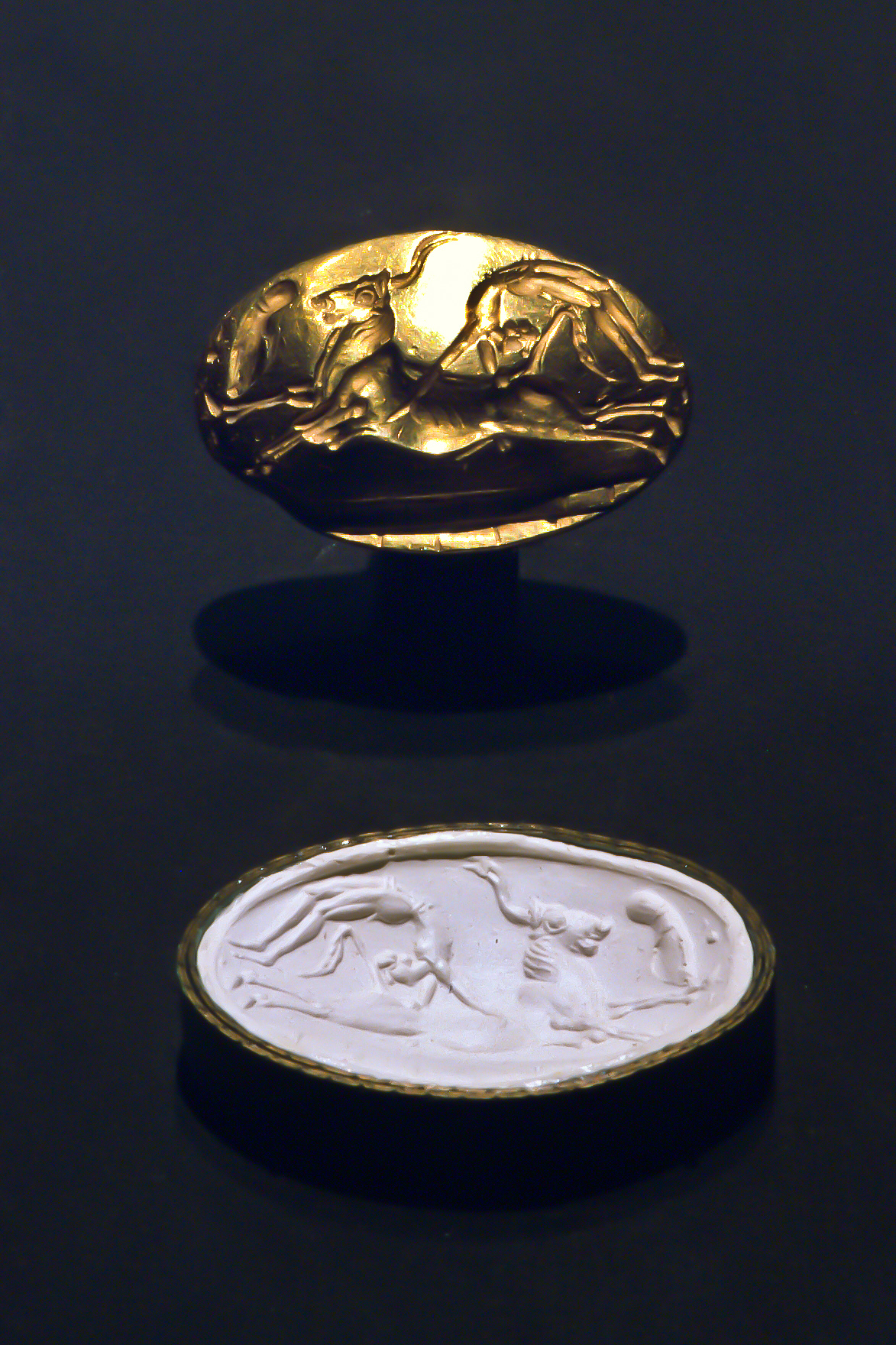
Minoisch Sealstone photo by Andrew Stephan.wikipedia

石印は、古代文明の出土品に見られるお守り。ミノア製の金属製の楕円形他、石製のものもある。美しい装飾がなされているものもある。柔らかい粘土やワックス素材に押し付けると、刻印されている紋様が浮かび上がる仕組みで、文字ではなく絵柄である。
1960年にはペンシルバニア大学の考古学チームが、キプロス沖で沈没船からフェニキア文明のものとされる、紀元前1700年頃の円筒型スカラべ型のものを引き揚げている。ヒエログリフの刻印がある。円筒型のものは中に紐を通すことができ、貿易商人か、船長の持ち物ではないかと推測されている。

三人の戦士が戦う場面を模した石製のものも発見されている。ギリシャの南西部の墓より出土、「ピュロスの戦い」と名付けられた石印は、2015年にシンシナティ大学の考古学者ジャック・デイビスとシャロン・ストッカーによりミノア文明の工芸品であると定義。

当時のクレタの発掘品の中に拡大鏡が含まれていないにもかかわらず、彫刻が理解しがたい細密さのため、制作者についての意見は分かれている。近視、あるいは視力が優れていた可能性を示しているという意見。ウィーン大学のフリッツ・ブラコルマー教授は、単に壁画などを模したものという意見。あるいは単に交易品、略奪品ではないかという意見。
非常に細かい彫刻が施され、ホメロスとイリアスを連想させるため、神話の背景となる歴史的事項について、検証が待たれる。

## ギャラリー

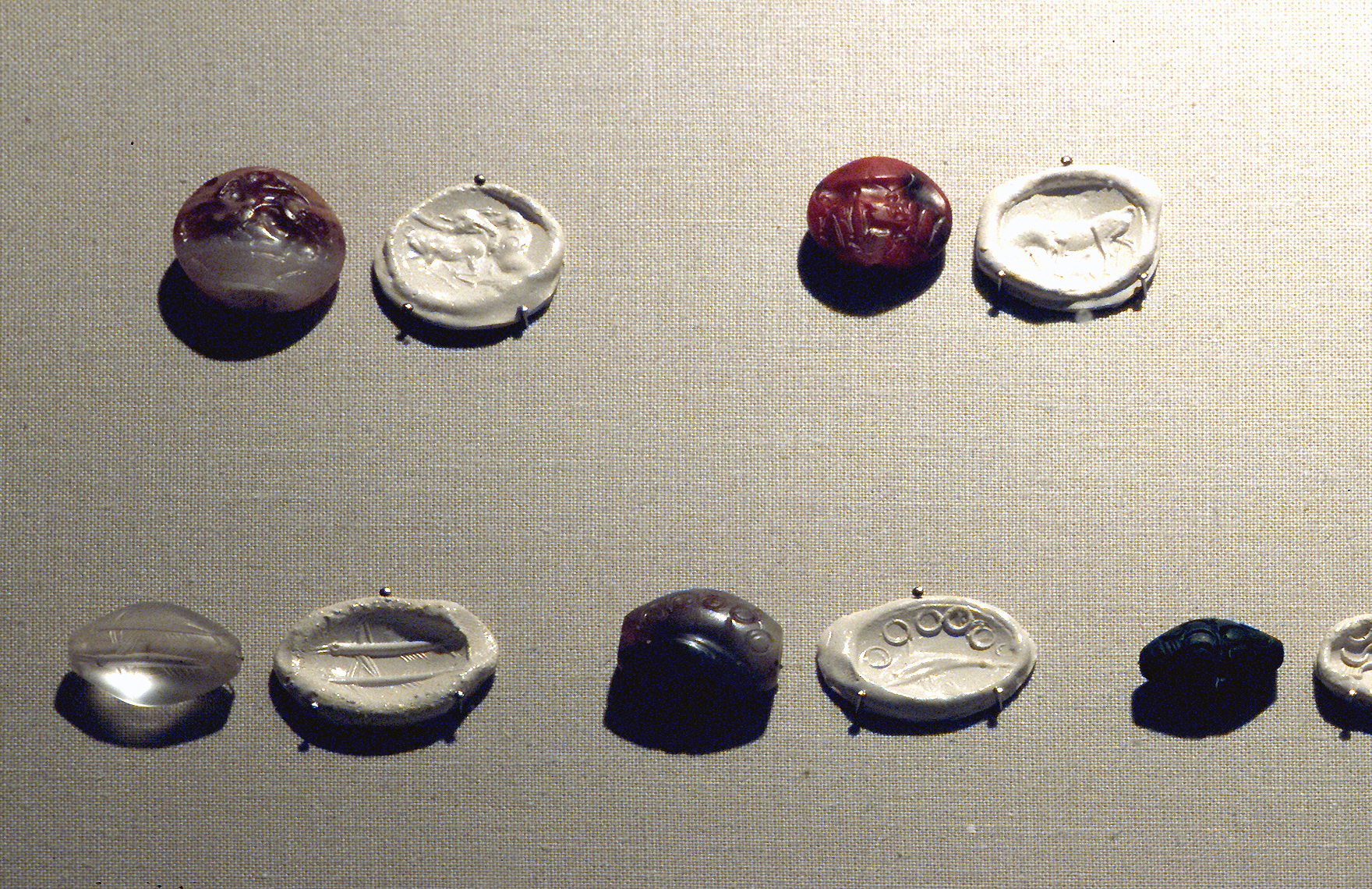
5シール—印象：
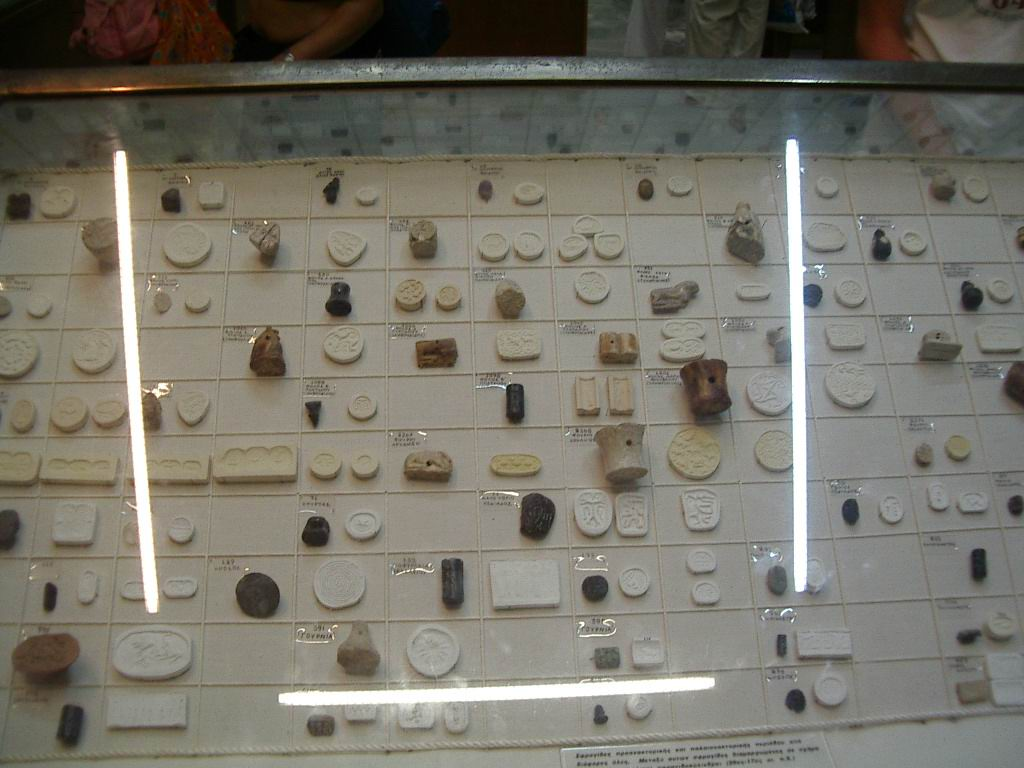
博物館での例—印象